# Jemezk
Jemezk (russisch Е́мецк) ist ein Dorf (selo) in Nordwestrussland. Es besaß bis 1925 den Status einer Stadt, gehört zum Cholmogorski rajon in der Oblast Archangelsk und hat 1077 Einwohner (Stand 14. Oktober 2010).

## Geografie

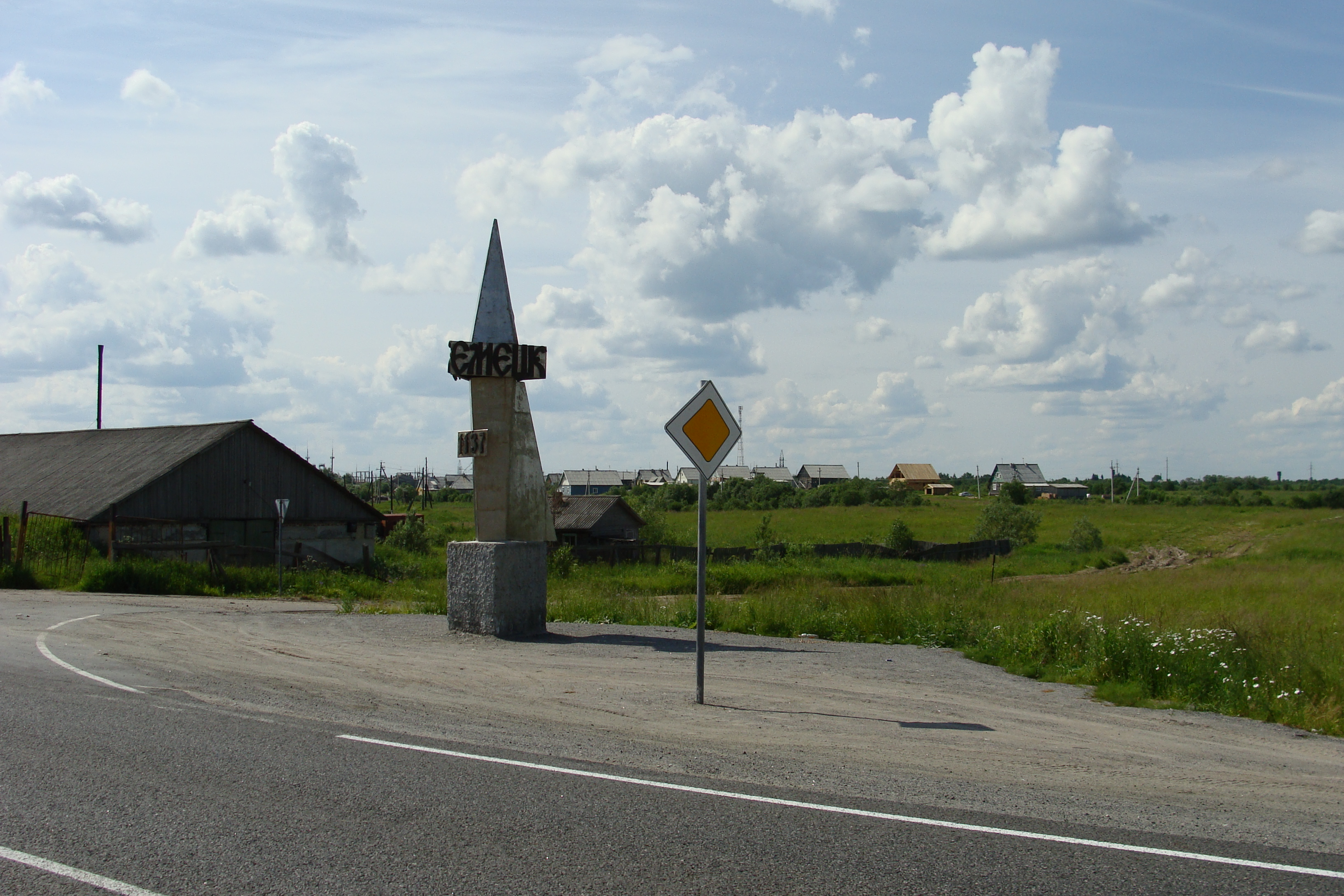
Ortseingang von Jemezk an der Fernstraße M8

Das Selo befindet sich etwa 140 km südöstlich der Oblasthauptstadt Archangelsk linksseitig des Flusses Jemza, der etwa 10 km nordöstlich in die Nördliche Dwina mündet. Die nächstgrößere Stadt ist das etwa 120 km nordwestlich gelegene Nowodwinsk.
Der Ort ist Verwaltungszentrum der Landgemeinde Jemezkoje (Муниципальное образование «Емецкое»), die neben Jemza drei Siedlungen (Peschemskoje, Potschtowoje und Waimuschski) sowie 125 Dörfer (22 davon unbewohnt) mit insgesamt 4.948 Einwohnern (Stand 2010) umfasst.

## Geschichte
1137 wurde der Ort erstmals erwähnt. Von Sija kommend führte zu ihm der Moskauer Postweg. Einige Zeit war er Zentrum des Ujesds Jemezk und bis 1959 des Jemezki rajon.

## Einwohnerentwicklung
Die folgende Übersicht zeigt die Entwicklung der Einwohnerzahlen von Jemezk.
| Jahr | Einwohner |
| ---- | --------- |
| 1894 | 2.146     |
| 1939 | 1.122     |
| 1959 | 4.806     |
| 2010 | 1.077     |

Anmerkung: ab 1939 Volkszählungsdaten

## Wirtschaft und Infrastruktur
Jemezk ist landwirtschaftlich geprägt. Neben dem Kolchos Einheit gibt keine nennenswerten Betriebe. Durch den Ort führt die Fernverkehrsstraße M8 Sewerodwinsk-Moskau.

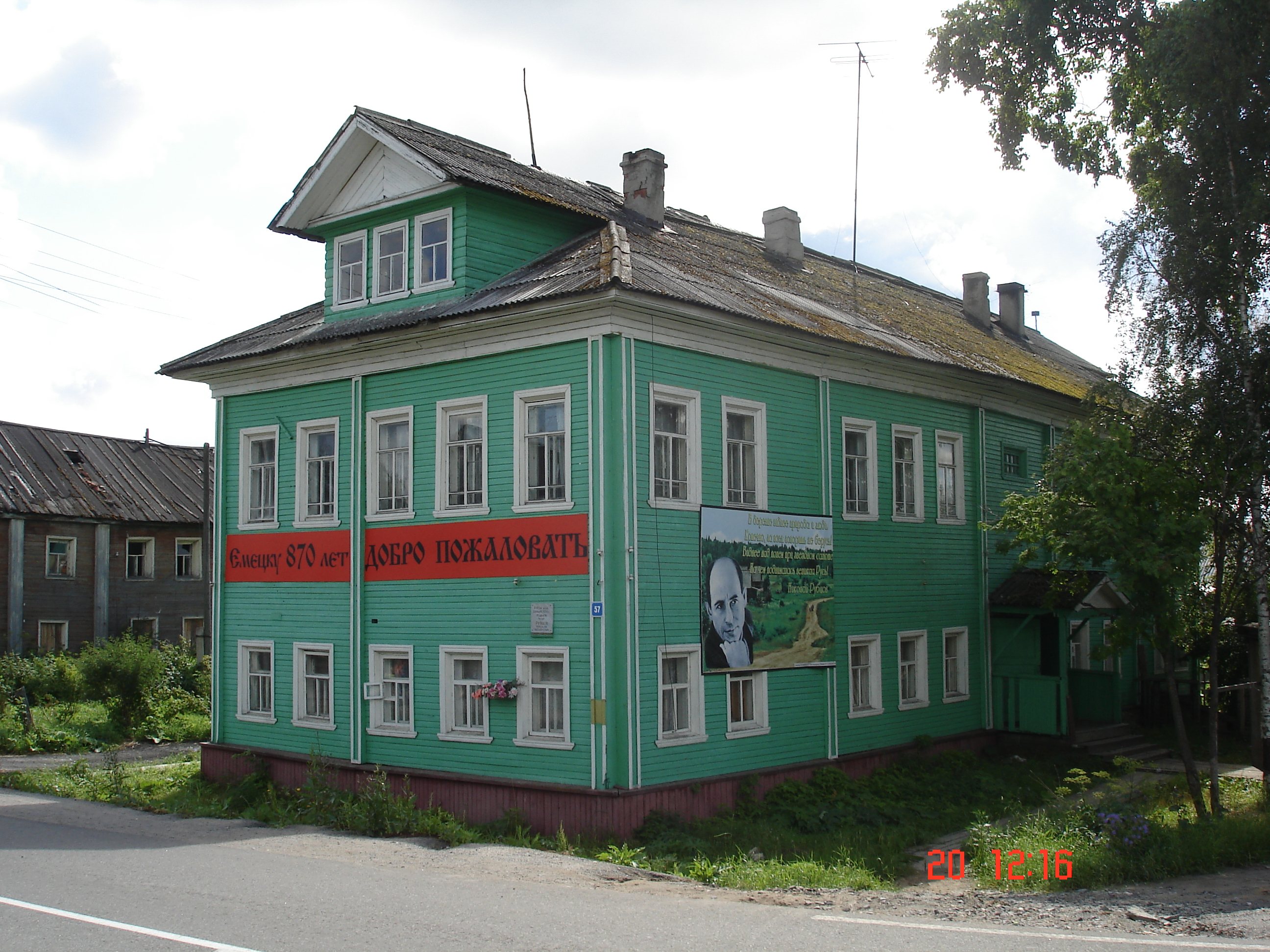
Geburtshaus von Nikolai Rubzow

## Söhne und Töchter der Stadt
- Nikolai Rubzow (1936–1971), Dichter